# Ambrose Kennedy
Ambrose Kennedy, född 1 december 1875 i Blackstone i Massachusetts, död 10 mars 1967 i Woonsocket i Rhode Island, var en amerikansk politiker (republikan). Han var ledamot av USA:s representanthus 1913–1923.
Kennedy tillträdde 1913 som kongressledamot och efterträddes 1923 av Jeremiah E. O'Connell.
Kennedy är begravd på St. Paul's Cemetery i Blackstone i Massachusetts.